# Champion de hockey
Série Donald Duck
Pour plus de détails, voir Fiche technique et Distribution.
Champion de hockey (The Hockey Champ) est un court métrage d'animation américain des studios Disney avec Donald Duck, sorti le 28 avril 1939.

## Synopsis
Donald décide de se mesurer à ses neveux Riri, Fifi et Loulou dans un match de hockey sur glace... mais les jeunes ne sont pas sans ressources face à leur oncle.

## Fiche technique
- Titre original : The Hockey Champ
- Titre français : Champion de hockey
- Série : Donald Duck
- Réalisation : Jack King
- Scénario : Carl Barks, Jack Hannah
- Animation : Jack Hannah
- Musique : Oliver Wallace
- Production : Walt Disney
- Société de production : Walt Disney Productions
- Société de distribution : RKO Radio Pictures
- Format : Couleur (Technicolor) - 1,37:1 - Son mono (RCA Sound System)
- Durée : 7 min
- Langue : Anglais
- Pays de production :  États-Unis
- Date de sortie :
  - États-Unis : 28 avril 1939

## Voix originales
- Clarence Nash : Donald / Huey (Riri) / Dewey (Fifi) / Louie (Loulou)

## Voix françaises
- Sylvain Caruso : Donald Duck et ses neveux

## Titre en différentes langues
Source : IMDb
- Allemagne : Der Hockey-Champion
- Argentine : El Campeón de Hockey
- Belgique : Donald, champion de hockey
- Suède : Kalle Anka spelar ishockey

## Sorties DVD
- Les Trésors de Walt Disney : Donald de A à Z, 1re partie (1934-1941).